# 赤坂麗
赤坂 麗（日语：／ Rei Akasaka，1962年4月27日—），曾用名川田照美（日语：川田てるみ），女，日本藝人、前日活女演員。在1980年代中期活跃于日活粉紅色電影。

## 履历
1984年， 22岁的他在第六届“日活新人女演员大赛”中获胜，成为了一名演员。起初，她给自己取的艺名为川田照美。仅仅工作一年就退休了。获得第一届日活粉紅色電影大奖女主角奖。

### 电影
- 《高校教師・成熟》1985年1月15日（以石间佳代子首次登场）
- 《美姐妹・剥掉（日语：美姉妹・剥ぐ）》 1985 年 3 月 9 日（与黑川冴子和小田薰共同主演）
- 《宇能鸿一郎的桃子》 1985年4月6日（饰演松崎美智子）
- 《办公室・爱情  正午的禁猎区》 1985年7月20日（饰演田村理英子）
- 《令媛肉奴隶》  1985年8月24日（饰演敷島澄子）
- 《梦犯》 1985年11月16日（饰演优子）
- 《美姐妹肉奴隶》 1986年1月18日（饰演弓岡麗子）

### 写真集
- 赤坂麗写真集（讲谈社，1986 年）